# Walter Bordoni

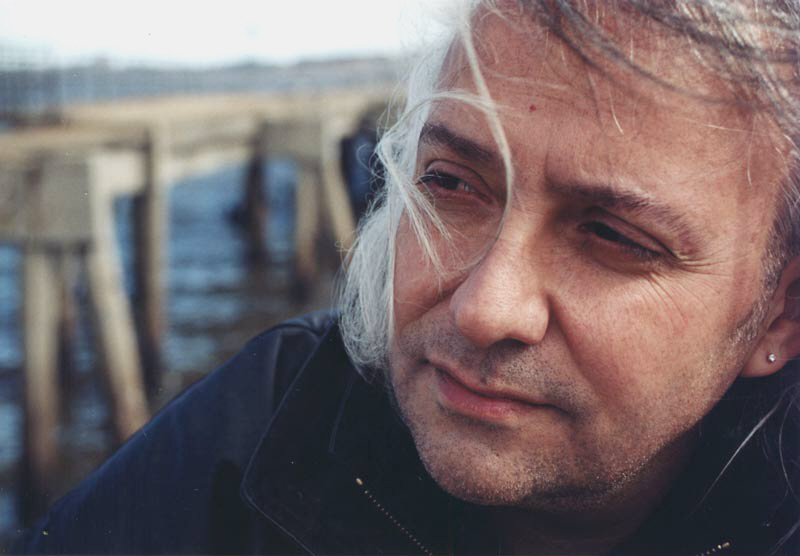
Walter Bordoni

Walter Bordoni (* 19. Juli 1962 in Montevideo) ist ein uruguayischer Komponist, Sänger, Pianist und Gitarrist der uruguayischen Populärmusik.
1997 wurde er beim Festival de La Paz als bester Solo-Künstler und für das beste unveröffentlichte Lied ausgezeichnet.

## Videos
- Aguafuertes montevideanas (1997)
- A contramano (Serie Ayuí / Tacuabé – Teveciudad. 2005)
- La canción de los leporsos (mit Tabaré Rivero. 2006)

## Diskographie
- El gol de la valija y otros cuentos (Ayuí / Tacuabé. 1990)
- Flor nueva de películas viejas (Ayuí / Tacuabé. 1994)
- Aguafuertes montevideanas (Ayuí / Tacuabé. 1997)
- Barrio Virtual  (Ayuí / Tacuabé. 2002)
- Alter (Ayuí / Tacuabé. 2006)
- Volumen II (mit Los Kafkarudos. Bizarro Records. 2007)

### Kooperationen
- Debes esforzarte más (Eduardo Rivero y Lavanda Elástica. Ayuí / Tacuabé. 1996)
- Surnacimientos (Gastón Rodríguez. Ayuí / Tacuabé. 2002)
- El ángel azul (Eduardo Darnauchans. Ayuí / Tacuabé. 2005)
- Los naipes de Espartaco (Gastón Rodríguez. Ayuí / Tacuabé. 2006)
- Souvenirs (Darío Iglesias. Ayuí / Tacuabé. 2007)

### Neuauflagen und Compilations
- Los Ramonteros (Platte mit Themen von Esteban Klísich y Gastón Rodríguez. Ayuí / Tacuabé pd 2012. 1999)